# Mitchell Burgess
Mitchell Burgess es un guionista y productor de televisión ganador de un premio Emmy. Es conocido principalmente por su extenso trabajo en la serie de HBO Los Soprano, donde escribió varios episodios junto a su esposa Robin Green. Ambos, posteriormente, fueron los creadores de la serie de CBS Blue Bloods.

## Biografía
Mitchell Burgess, nativo de Rhode Island, se graduó en Historia por la Universidad de Iowa, donde conoció a su esposa, Robin Green.

## Carrera profesional
Burgess comenzó su carrera como guionista en serie de televisión con su esposa en A Year in the Life y Almost Grown (creada por David Chase). Después, el matrimonio fue contratado para trabajar en la serie Northern Exposure, donde ganaron un premio Emmy y dos Globos de Oro.
Desde 1999 comenzó a trabajar como guionista y productor ejecutiva en Los Soprano, la serie creada por David Chase. En la serie de HBO ganó nuevamente dos premios Emmy, en 2001 y 2003, al mejor guion de una serie dramática. En 2010 creó, también junto a su esposa, la serie de televisión Blue Bloods.